# Polycopidae
Polycopidae är en familj av kräftdjur. Enligt Catalogue of Life ingår Polycopidae i överfamiljen Polycopoidea, ordningen Halocyprida, klassen musselkräftor, fylumet leddjur och riket djur, men enligt Dyntaxa är tillhörigheten istället ordningen Myodocopida, klassen musselkräftor, fylumet leddjur och riket djur. Enligt Catalogue of Life omfattar familjen Polycopidae 14 arter. 
Polycopidae är enda familjen i överfamiljen Polycopoidea.
Kladogram enligt Catalogue of Life och Dyntaxa:
| Polycopidae | \| \| Metapolycope \| \| \| \| \| \| Parapolycope \| \| \| \| \| \| Polycope \| \| \| \| \| \| Polycopsis \| \| \| \| \| \| Pontopolycope \| \| \| \| \| \| Pseudopolycope \| \| \| \| |
|             | \| \| Metapolycope \| \| \| \| \| \| Parapolycope \| \| \| \| \| \| Polycope \| \| \| \| \| \| Polycopsis \| \| \| \| \| \| Pontopolycope \| \| \| \| \| \| Pseudopolycope \| \| \| \| |
|             | Metapolycope |
|             | |
|             | Parapolycope |
|             | |
|             | Polycope |
|             | |
|             | Polycopsis |
|             | |
|             | Pontopolycope |
|             | |
|             | Pseudopolycope |
|             | |